# Jean de Bourbon (Naundorff)
Pour les articles homonymes, voir Naundorff, Jean de Bourbon et Jean III.
Succession
Prétendant naundorffiste aux trônes de France et de Navarre
(branche française)
26 novembre 1899 – 1er juillet 1914
(14 ans, 7 mois et 5 jours)
Auguste-Jean Charles Emmanuel de Bourbon, né 6 novembre 1872 à Maastricht et mort 1er juillet 1914 à Paris, est un prétendant naundorffiste au trône de France, sous le nom de Jean III, en tant que petit-fils de Karl-Wilhelm Naundorff, le plus célèbre de ceux qui, au XIXe siècle, prétendirent être le dauphin Louis XVII, fils du roi Louis XVI et de Marie-Antoinette d'Autriche, officiellement mort à la tour du Temple.

## Famille
Il est né le 6 novembre 1872 à Maastricht, de Charles-Edmond de Bourbon (Naundorff) (1833-1883) dit duc d'Anjou, et de Christina Schoenlau (1842-1928).
Il se marie à Lunel, civilement le 7 février 1898 et religieusement le 8 février 1898, à Fanny Marie Magdelaine Cuillé (1876-1917), fille de Marcel Cuillé et de Claire Gabaudan, et avec qui il a un fils unique : Henri de Bourbon (Henri V) (1899-1960).

## Biographie
En 1899, à la mort de son oncle Louis-Charles de Bourbon (Charles XI) (1831-1899), étant alors âgé de 27 ans, il se déclare « chef de famille », et devient prince de Bourbon, dauphin titulaire de France et roi-lieutenant du Sacré-Cœur, et prend, en tant que « roi de droit », le nom de Jean III.
Il est associé de la maison Gabaudan, commerce de vin à Lunel (Hérault). En 1903, il devient directeur d'une société de sondage et de forage.

## Armoiries
| Blason | Blasonnement : D'azur à un sacré-cœur de gueules accompagné de trois fleurs de lys d'or. Commentaires : En 1879, Louis-Charles de Bourbon (« Charles XI ») (1831-1899) et sa sœur Amélie (1819-1891) décident de porter le Sacré-Cœur en « abîme » sur l'écu traditionnel des rois de France aux trois fleurs de lys. |